# دانيال هاريسون (لاعب دوري الرغبي)
دانيال هاريسون (بالإنجليزية: Daniel Harrison)‏ هو لاعب دوري الرغبي أسترالي، ولد في 15 أبريل 1988 في غوسفورد في أستراليا.